# Semaeopus paulena
Semaeopus paulena är en fjärilsart som beskrevs av William Schaus 1901. Semaeopus paulena ingår i släktet Semaeopus och familjen mätare. Inga underarter finns listade i Catalogue of Life.